# Lansettflenört
Lansettflenört (Scrophularia lanceolata) är en flenörtsväxtart som beskrevs av Frederick Traugott Pursh. Enligt Catalogue of Life ingår Lansettflenört i släktet flenörter och familjen flenörtsväxter, men enligt Dyntaxa är tillhörigheten istället släktet flenörter och familjen flenörtsväxter. Arten förekommer tillfälligt i Sverige, men reproducerar sig inte. Inga underarter finns listade i Catalogue of Life.